# COSMO-SkyMed 2
COSMO SkyMed 2 è un satellite artificiale di osservazione terrestre facente parte della costellazione COSMO-SkyMed.